# Normando Álvarez García
Normando Miguel Álvarez García (San Salvador de Jujuy, 13 de septiembre de 1952) es un político y abogado argentino. Se desempeñó como Embajador de la Argentina en Bolivia durante la presidencia de Mauricio Macri entre 2016 y 2019. En la actualidad se desempeña como Ministro de gobierno y justicia de la provincia de Jujuy, designado por el gobernador Gerardo Morales. 
Pertenece a la Unión Cívica Radical, partido por el que fue elegido concejal en San Salvador de Jujuy, diputado provincial y diputado nacional representando a Jujuy.

## Biografía
Comenzó su carrera política cuando es electo concejal por San Salvador de Jujuy entre 1985 y 1989, posteriormente accede a la legislatura provincial cuando es electo entre 1989 y 1991, ese último año diputado nacional por su provincia, hasta 1999. Egresó como Abogado en 2003 de la Universidad Nacional de Lomas de Zamora.
Tras su paso por el Congreso Nacional, no volvió a ejercer ningún cargo político, dedicándose al ejercicio de la abogacía y a actividades políticas de asesoría como empresariales, hasta la llegada de Mauricio Macri como presidente en 2015. Éste lo designó como Embajador ante el Estado Plurinacional de Bolivia.
Cuando se desempeñaba como embajador en ese país se dieron las manifestaciones y la posterior renuncia de Evo Morales como presidente, en la que algunos sectores denunciaron un golpe de Estado, mientras que otros simplemente que se trató de una simple resignación en medio de una fuerte crisis política, en noviembre de 2019. El gobierno argentino, en ese entonces liderado por Macri y a casi un mes de dejar la presidencia, adhirió hacia aquel planteo, pese a que el presidente electo, Alberto Fernández, reclamaba que el país se expida denunciando un golpe. En aquella ocasión, sin embargo, se alojó en la embajada a algunos periodistas argentinos y funcionarios del MAS boliviano, que temían represalias por parte del gobierno surgido de Jeanine Áñez. En julio de 2021, el gobierno boliviano denunció (a través de una carta de agradecimiento enviada por Jorge Terceros, comandante de la Fuerza Aérea Boliviana, al embajador Álvarez García), que el gobierno argentino había enviado cartuchos de escopetas y gases lacrimógenos en medio de la crisis política y social.
En enero de 2020, Gerardo Morales lo designó Ministro de Trabajo de Jujuy tras la renuncia de Jorge Cabana Fusz, en medio de un escándalo por denuncias por violencia de género.